# Khướu mào trắng
Khướu mào trắng (danh pháp khoa học:Garrulax leucolophus) là một loài chim thuộc họ Leiothrichidae. Nó được tìm thấy trong rừng và cây bụi từ dãy Himalaya cho đến Đông Dương. Trước đây, nó bao gồm các loài khướu Sumatra Garrulax bicolor như một phân loài, nhưng không giống như cho rằng các loài bộ lông của loài khướu mào trắng nâu hung đỏ và trắng, mặt nạ màu đen là tương đối rộng.